# Behind the Screen
Behind the Screen – Das Leben meines Computers ist ein österreichischer Dokumentarfilm der Filmemacher Stefan Baumgartner, Simon Fraissler und Sandra Heberling aus dem Jahr 2011, der den Produktlebenszyklus von Computern thematisiert. Der Film wurde 2012 unter anderem mit dem Goldenen Delphin der Cannes Corporate Media & TV Awards ausgezeichnet.

## Inhalt
Sieben Computer werden weltweit pro Sekunde produziert. Behind the Screen wirft einen Blick hinter die Kulissen der Elektronikindustrie, zunächst im Regenwald Ghanas. Dort stehen junge Goldschürfer bis zu den Knien im Schlamm. In der tropischen Hitze arbeiten sie schwer mit Schaufeln und Spitzhacken. Das Gold hat für sie zu negativen Auswirkungen geführt, denn längst beuten große Minenkonzerne das kostbare Land aus, und Flüsse sind durch das beim Goldabbau verwendete Quecksilber und Zyanid vergiftet. Das gewonnene Gold findet seinen Weg in Leiterplatinen von Computern. Seit Jahren fallen die Elektronikpreise. In Tschechien setzen Arbeiter die Computer zusammen, der globale Konkurrenzkampf im Sektor wird auf ihrem Rücken ausgetragen.
In einer dunklen Gasse in Pardubitz erzählt Janko: Zwölf Stunden am Tag, sechs Tage die Woche schufte er am Fließband, für einen Hungerlohn von zwei bis drei Euro pro Stunde. Manche werden ohnmächtig, brechen zusammen. Die Lebensdauer der produzierten Computer sinkt, und täglich überschwemmen neue Modelle den Markt. Die Spur der ausrangierten PCs führt wieder nach Ghana. Bei der Elektronikschrottverarbeitung in Agbogbloshie steigen dunkle Rauchschwaden auf. Eine apokalyptische Szenerie – wie direkt aus einem Endzeitfilm. Meterhoch türmen sich Computerbildschirme, Drucker und Tastaturen. Jeden Monat landen 500 Containerladungen Elektroschrott aus den Industrieländern in Ghana. Offiziell als Secondhand-Ware deklariert, sind 90 % schon bei der Ankunft Müll. Kinder reißen Rechner mit bloßen Händen auseinander, zertrümmern Bildschirme. Die Flammen lodern grell auf, wenn sie die Plastikummantelungen verbrennen. Die giftigen Dämpfe schlagen ihnen direkt ins Gesicht. Der Verkauf der Metallreste bringt einen mageren Verdienst. Das toxische Erbe des Informationszeitalters fordert seine Opfer.

### Gliederung
Der Film ist in vier Kapitel gegliedert:
1. Rohstoffabbau Gold (Ghana)
2. Fertigung von Computern in Fabriken (Tschechische Republik)
3. Computernutzung
4. Verschrottung auf Elektronikmüllhalden (Ghana)

### Personen (Auswahl)
Im Film kommen vorwiegend Arbeiter zu Wort, die direkt an der Wertschöpfungskette des Computers beteiligt sind. Daneben zeigen Experten Zusammenhänge dieser dezentralisierten Industrie auf.
- Emanuel Kwofie – Galamsey-Arbeiter/illegaler Goldschürfer nahe Tarkwa, Ghana
- Kwaku Anyam – Dorfältester einer Goldgräber-Gemeinde
- Christian Zeller – Professor der Wirtschaftsgeographie, Universität Salzburg
- Nikolas Bkoe – Goldschmied in Tarkwa, Ghana
- Mike Anane – Umweltaktivist in Westafrika
- Wolfgang Müller – Gewerkschafter IG Metall
- Tomas Formanek – Betriebsrat von Foxconn
- Janko – ehemaliger Fließbandarbeiter bei Foxconn
- Miroslav Janovsky – Chefredakteur bei Sedmicka, Kunta Hora, Tschechische Republik
- Josef Hebr – entlassener Gewerkschafter bei Foxconn
- Leonhard Plank  – Wirtschaftswissenschafter
- Jurij Diez – Schauspieler
- Tony Nana-Asamte Adjei – Besitzer eines Second-Hand-Computerladens in Accra, Ghana
- Abduhl Rashid Isaahak – Elektroschrottarbeiter in Accra, Ghana

## Produktion und Auswertung
Behind the Screen wurde vom österreichischen Filmproduktionsunternehmen Fuzion Collective mit finanzieller Unterstützung folgender Förderer produziert: Kulturland Salzburg, Kulturland Oberösterreich, Wien Kultur und Graz Kultur. Die österreichische Kinopremiere fand am 12. August 2011 in Salzburg, die TV-Premiere am 27. September 2013 auf 3sat. Der Film wird von Sixpackfilm verliehen und steht auf der österreichischen VoD-Plattform Flimmit als Stream bereit.

## Preise und Auszeichnungen
- 2012: Goldener Delphin – Cannes Corporate Media & TV Awards[4]
- 2013: Documentary Gold Award – Deauville Green Awards[5]
- 2012: Fokus Preis Nachhaltigkeit – Sehsüchte, International Students Film Festival[6]
- 2012: Student Prize Winner – International Movie Trailer Festival[7]
- 2012: 2. Platz in der Kategorie Dokumentarfilm – Siciliambiente Dokumentarfilmfestival[8]